# Kuiper (Mondkrater)

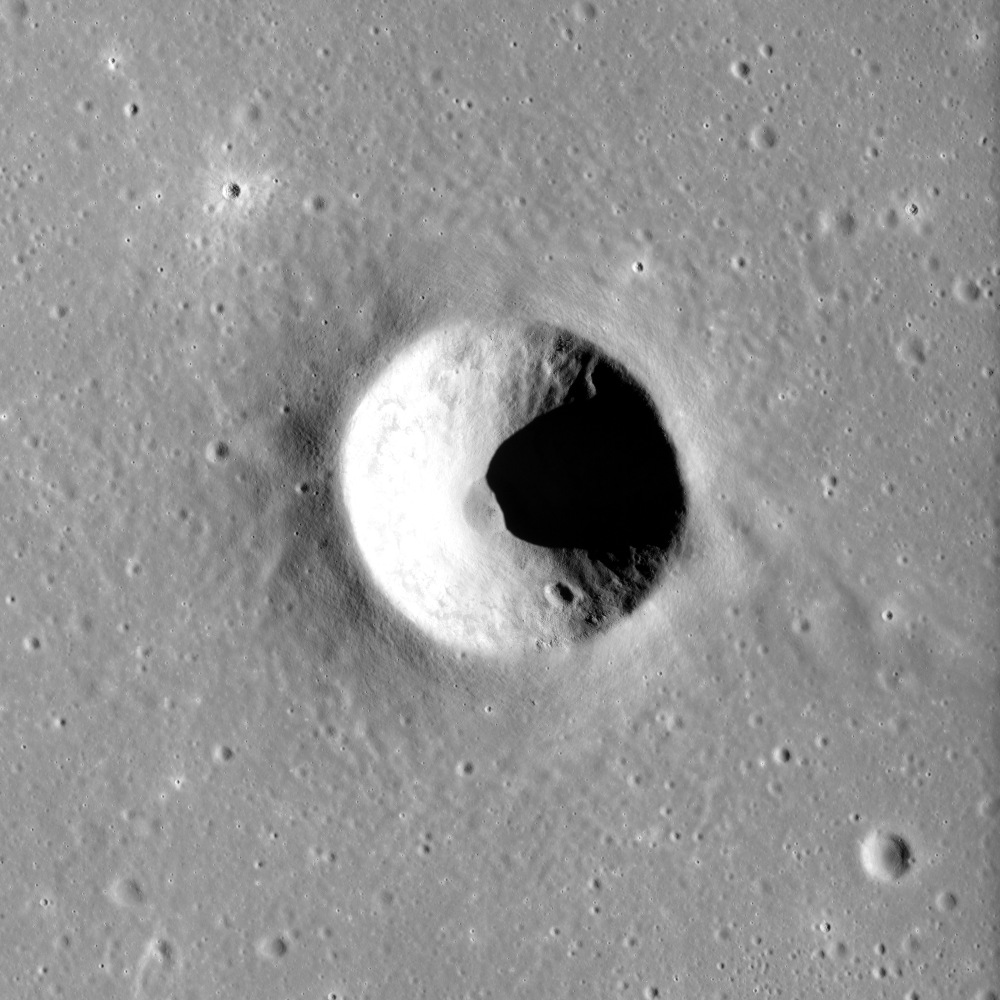
Kuiper (Mondkrater)

Kuiper ist ein kleiner, schüsselförmiger Einschlagkrater auf der Mondvorderseite in der Ebene des Mare Cognitum, nördlich des Kraters Darney und westlich des Kraters Bonpland.
Der Krater wurde 1976 von der IAU nach dem US-amerikanischen Astronomen Gerard Peter Kuiper offiziell benannt.
Kuiper war wissenschaftlicher Mitarbeiter des Ranger-Programms und die Absturzstelle der Raumsonde Ranger 7 liegt südöstlich des Kraters (10,35° S, 20,58° W).
Zuvor wurde der Krater als Bonpland B bezeichnet.